# Phytoscutus
Phytoscutus es un género de ácaros perteneciente a la familia  Phytoseiidae.

## Especies
El género contiene las siguientes especies:
- Phytoscutus acaridophagus (Collyer, 1964)
- Phytoscutus bakeri (Gupta, 1980)
- Phytoscutus eugenus (Ueckermann & Loots, 1985)
- Phytoscutus glomus (Pritchard & Baker, 1962)
- Phytoscutus gongylus (Pritchard & Baker, 1962)
- Phytoscutus reunionensis (Ueckermann & Loots, 1985)
- Phytoscutus salebrosus (Chant, 1960)
- Phytoscutus sexpilis Muma, 1961
- Phytoscutus vaughni (Chant & Baker, 1965)
- Phytoscutus wiesei (Ueckermann & Loots, 1985)
- Phytoscutus wongsirii (Ehara & Bhandhufalck, 1977)